# Adolf Minkine
Adolf Minkine, né le 7 octobre 1898 (19 octobre 1898 dans le calendrier grégorien) et mort à Leningrad (Union soviétique) le 31 janvier 1967, est un réalisateur et metteur en scène soviétique, artiste émérite de la RSSA de Carélie.

## Filmographie partielle

### Au cinéma
- 1935 : Pierre lunaire (ru) (Лунный камень)
- 1938 : Professeur Mamlock (Профессор Мамлок)
- 1939 : L'Invité (ru) (Гость)
- 1941 : Kinokoncert 1941 goda (it) (Киноконцерт 1941 года)
- 1944 : Le Fusiliers marins (ru) (Морской батальон)